# Лесной неолит
Лесной неолит — локальная разновидность неолита, характерная для лесной зоны Восточной Европы. Отличается консерватизмом, сохранением «пережиточных» черт мезолита и отсутствием «бурных» форм неолитической революции, характерных для степного или классического неолита (переходу к производящим формам хозяйства, появление письменности и протогородов). В лесном неолите сохраняется ведущая роль охоты и рыболовства, а также использование каменных орудий труда, однако появляется керамика и оседлые поселения рыболовов, состоящие из землянок.

## Примеры лесного неолита
- Верхневолжская культура
- Волосовская культура
- Днепро-донецкая культура
- Льяловская культура
- Нарвская культура